# GSC9278-483
GSC9278-483 — хімічно пекулярна зоря спектрального класу Si, що має видиму зоряну величину в смузі V приблизно 11,5.